# 葡萄牙觀光
葡萄牙觀光（葡萄牙語：Turismo em Portugal）每年為數百萬的國際和國內遊客提供服務。 遊客參觀城市、歷史地標、享受海灘或宗教場所。2017年，葡萄牙接待了2300萬遊客。最受歡迎的觀光地點包括里斯本、波多、花地瑪、葡萄牙里維埃拉（Portuguese Riviera）和阿爾加維。 國際觀光客最喜歡到訪里斯本、阿爾加維和葡萄牙北部。國內遊客則偏愛葡萄牙北部，其次是葡萄牙中部和阿爾加維。
里斯本與西班牙的巴塞隆納是過夜住宿率最高的歐洲城市。 波多和斗羅河以北的葡萄牙北部地區，在2010年超過了馬德拉島，在2015年超過了阿爾加維，成為葡萄牙第二大的旅遊地區。2015年，大多數來葡萄牙的遊客是歐洲人，但也有來自美洲和亞洲。在該國旅館中過夜的，人數最多的依序是英國人、西班牙人、法國人、德國人、巴西人、荷蘭人、美國人、意大利人和日本人。他們不僅需要陽光和沙灘，而且還想要文化、城市度假、美食、海上旅遊或商務旅行。
2015年，在義大利薩丁尼亞島舉行的世界旅行獎（World Travel Awards）頒獎典禮上，葡萄牙獲得了77項提名，並獲得了14個獎項，超過了西班牙或義大利。CNN新聞網比較了里斯本和波多兩地，找出最佳的飲食、文化、古老咖啡館和精品店、夜生活和海灘。
著名的《孤獨星球》旅遊指南，將葡萄牙列為2018年最值得旅遊的三個國家之一。

## 旅遊區域

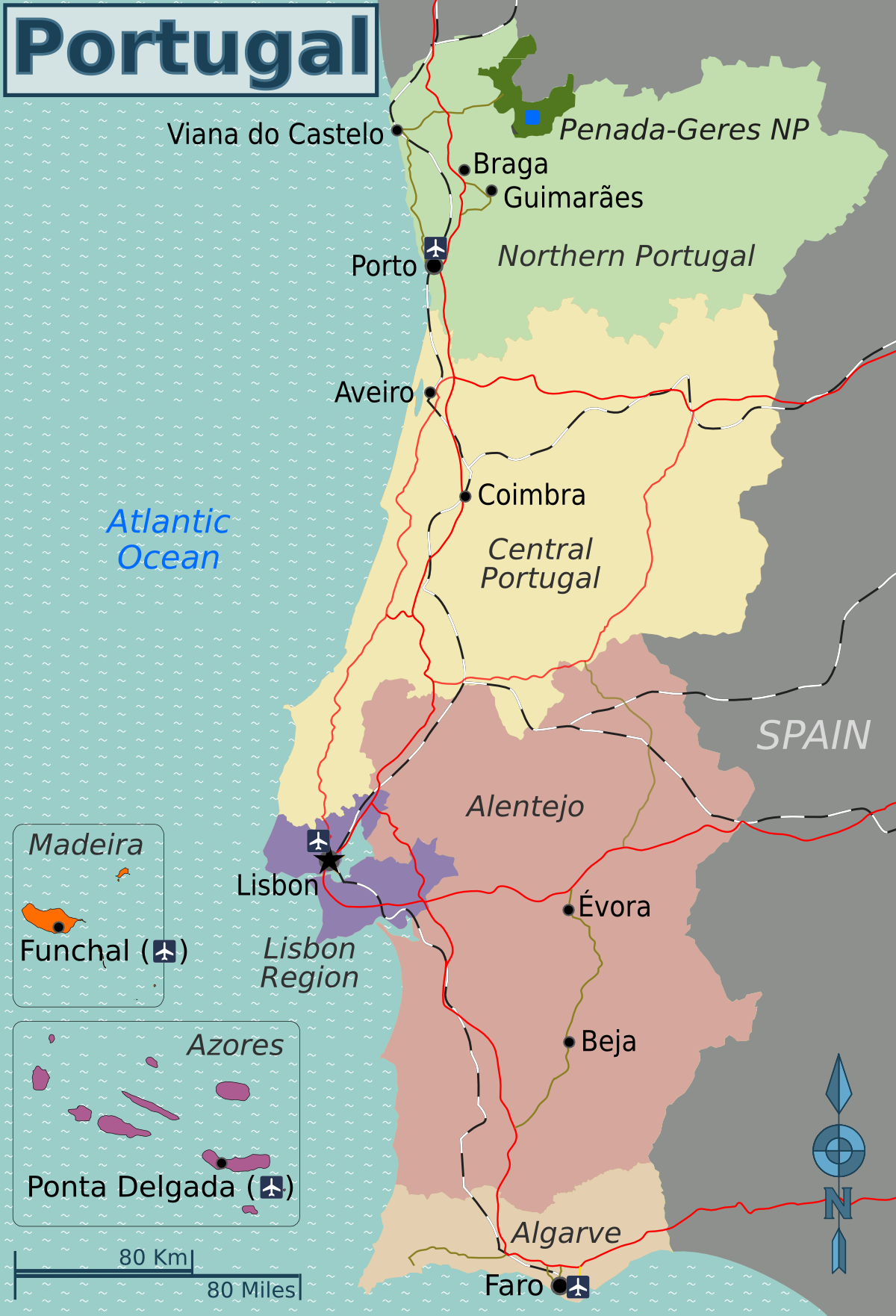
葡萄牙旅遊區域圖

葡萄牙傳統的旅遊熱點是里斯本、波多、阿爾加維、花地瑪、科英布拉，亞速群島和馬德拉島，但葡萄牙政府目前正在推廣新的旅遊地：斗羅河谷地、聖港島和阿連特茹。
葡萄牙還有其他幾個旅遊區，例如斗羅南部、坦佩拉里奧斯（Templários）、拉斐斯（Dão-Lafões）、陽光海岸（Costa do Sol）、蔚藍海岸（Costa Azul）、金色平原（Planície Dourada）等，其中大多數都不為人所熟悉。

### 旅遊分區
- 葡萄牙北部：被認為是民族發源地的歷史地區，政經中心是葡萄牙第二大城市波多。該地區以葡萄酒聞名，在陡峭的斗羅河谷坡地上，有階梯式的葡萄種植。在北方與西班牙邊界有葡萄牙唯一的佩內達-熱雷什國家公園（Peneda-Gerês），而在偏遠山區的莫加多魯周邊則有史前考古遺址。

- 葡萄牙中部：包括有著歐洲最古老大學之一的科英布拉、聖母朝聖地的花地瑪，以及有葡萄牙本土最高峰的埃什特雷拉山脈。主要的葡萄酒法定產區是百拉達和杜奧（Dão）。本區還包括葡萄牙本地最長的蒙德古河、埃斯特雷马杜拉（Extremadura）海岸，以及一條經由維拉福爾摩索（Vilar Formoso）進入西班牙和歐洲其他地區的道路。

- 大里斯本區：塔霍河出海口及周邊大西洋沿岸，是人口稠密的地區，不僅有首都及最大城市里斯本，還包括其他著名的觀光地點辛特拉、卡斯凱什。並可藉由市區西側的四月二十五日大橋或東側長達12公里的華士古達伽馬大橋，通往南邊海岸的蒙蒂茹、巴雷魯、塞圖巴、帕爾梅拉以及海灘度假勝地特羅亞（Tróia）。

- 阿連特茹：此地又被稱作“塔霍河以外”地區，人口比較稀疏，是葡萄牙氣候最溫暖、地形最平坦的地區，首府是被列為世界文化遺產的埃武拉。大部分地區都是生活節奏緩慢的農村，在起伏的大草原、軟木橡樹林和橄欖樹叢中，遍布著大型農莊。此外還有一些凱爾特伊比利亞人和盧西塔尼亞文化的考古遺址。

- 阿爾加維：有著陽光和沙灘的葡萄牙南部，首府是葡萄牙本土最南端的城市法魯。而位處歐洲最西南角的薩格里什，15世紀時的葡萄牙恩里克王子在此建立了全世界首間航海學校，以及天文台、圖書館、港口、造船廠，為葡萄牙日後成為海上霸主奠定了基石。

- 馬德拉島：亞熱帶群島，由馬德拉島和聖港島兩個人口稠密的島嶼，以及另外兩個人口稀少的島嶼組成。

- 亞速群島：位在大西洋中，距離葡萄牙本土1300公里遠的火山群島，其中皮庫島上的皮庫山是葡萄牙的最高山峰。此地的主要產業為旅遊業，其次有種植業、酪農業、畜牧業和漁業。

## 統計
2006年，葡萄牙接待了700萬外國遊客，其中300萬來自西班牙。到2018年，外國遊客增加到了1280萬。
與2015年相比，2016年遊客的住宿點包括里斯本（從580萬增加到630萬）、波多和葡萄牙北部（從390萬增加到440萬）、阿爾加維（從380萬增加到420萬）、葡萄牙中部（從290萬增加到320萬）、馬德拉島（從130萬增加到150萬），阿連特茹（從110萬增加到120萬）和亞速群島（從40萬增加到50萬）。
國際遊客最多的地區是里斯本（440萬）、阿爾加維（300萬）、葡萄牙北部（210萬）、葡萄牙中部（120萬）、馬德拉島（120萬）、阿連特茹（37萬）和亞速群島。對於本國遊客來說，最受歡迎的地區是葡萄牙北部（230萬），葡萄牙中部（200萬），里斯本（190萬），阿爾加維（120萬），阿連特茹（80萬），馬德拉島（29萬）和亞速群島（27萬）。 
2018年，有1280萬外國遊客訪問了葡萄牙。其中最大的遊客來源是英國和西班牙，分別有183萬和175萬遊客。法國和德國緊隨其後，分別有130萬遊客。
旅遊地區與遊客人數統計（2016年）
| 旅遊地區   | 國際遊客 (萬人) | 遊客主要來源國 (10萬人以上)                                                      | 本國遊客 (萬人) |
| ---------- | --------------- | -------------------------------------------------------------------------------- | --------------- |
| 里斯本     | 441             | 法國 · 西班牙 · 德国 · 巴西 · 英国 · 美国 · 義大利 · 荷蘭 · 中國 · 比利时 · 瑞士 | 187             |
| 阿爾加維   | 301             | 英国（超過一百萬人） · 德国 · 西班牙 · 荷蘭 · 愛爾蘭 · 法國                      | 118             |
| 葡萄牙北部 | 208             | 西班牙 · 法國 · 德国 · 巴西 · 英国                                               | 228             |
| 葡萄牙中部 | 123             | 西班牙 · 法國 · 巴西                                                             | 199             |
| 馬德拉島   | 119             | 英国 · 德国 · 法國                                                               | 29              |
| 阿連特茹   | 37              | -                                                                                | 80              |
| 亞速群島   | 26              | -                                                                                | 27              |

## 外部連結
- Portugal Official Tourism Website （页面存档备份，存于）
- 维基导游上有關葡萄牙的旅行指南
- 维基共享资源上的相關多媒體資源：葡萄牙觀光